# Henning Schönfeld
Henning Schönfeld (* 19. Mai 1894 in Stettin; † 11. März 1958 in Bonn) war ein deutscher Generalmajor im Zweiten Weltkrieg.

## Leben
Henning Schönfeld trat am 12. Februar 1912 als Fahnenjunker in die Preußische Armee ein und wurde am 18. August 1913 mit Patent vom 19. August 1911 im Ulanen-Regiment „Großherzog Friedrich von Baden“ (Rheinisches) Nr. 7 zum Leutnant befördert. Er nahm am Ersten Weltkrieg teil und schied zwei Monate vor Kriegsende im September 1918 mit dem Charakter als Rittmeister aus der Armee aus.
Mit der Erweiterung der Reichswehr wurde er am 1. Oktober 1934 wieder aktiviert. Er diente in der Reichswehr im 18. Reiter-Regiment und wurde am 1. Juli 1937, nun in der Wehrmacht, Major. Ab 10. November 1938 war er Kommandeur der neu aufgestellten Aufklärungs-Abteilung 20 (Hamburg-Fischbeck) und nahm mit der Abteilung am Überfall auf Polen teil. Später ging die Abteilung in der Unterstellung unter die 20. Infanterie-Division nach Frankreich und kämpfte im Westfeldzug. Am 1. Juni 1940 zum Oberstleutnant befördert, gab er im gleichen Jahr das Kommando ab, erhielt aber für seine Führung der Abteilung Mitte August 1940 das Ritterkreuz des Eisernen Kreuzes verliehen. Im gleichen Jahr wurde er Gruppenleiter in der Inspektion der schnellen Truppe (In 6) im OKH und wurde am 1. Februar 1942 Oberst. Ende 1943 übernahm er das neu aufgestellte Grenadier-Regiment 949 bei der 359. Infanterie-Division.
Mit der Neuaufstellung ab 5. September war er bis zum 14. Dezember 1944, kurz vor der Ardennenoffensive, Kommandeur der 2. Panzer-Division. In dieser Position war er am 1. Dezember 1944 zum Generalmajor befördert worden. Anschließend kam er in die Führerreserve und erhielt bis Kriegsende kein Kommando mehr.
Nach dem Krieg wohnte er in Bad Cannstatt.